# 社会帝国主义
社会帝国主义（英語：Social imperialism）是指打着社会主义旗号的帝国主义。

## 历史
社会帝国主义一词最早由列宁提出，用以批判考茨基的社会沙文主义，列宁指出“德国现在的所谓‘社会民主’党的领袖，被人们公正地称为‘社会帝国主义者’，即口头上的社会主义者，实际上的帝国主义者......”。
苏共二十大后，苏联最高领导人赫鲁晓夫大力批判斯大林主义和斯大林本人，与中国产生了意识形态上的严重分歧。中国领导人认为苏联的做法已经背离了社会主义路线。后来更认为资本主义已经在苏联复辟。华约入侵捷克斯洛伐克后，中國认为苏联变成了新的帝国主义力量，于是开始称呼苏联及苏共为“蘇修社会帝国主义”，簡稱“蘇修”。此后，“社会帝国主义”这一术语被各国反修正主义者广泛使用。
中国提出三个世界理论、中阿决裂后，阿尔巴尼亚最高领导人恩维尔·霍查在《帝国主义与革命》中认为中国、苏联和南斯拉夫是三个“社会帝国主义”国家。
1977年，华国锋在中共十一大作的报告认为，冷战的战略态势是“苏联社会帝国主义采取攻势，美帝国主义居于守势”。1980年代以后，随着中国开始改革开放以及中苏关系改善，中国政府停止使用「社会帝国主义」一词称呼苏联。
2014年以来，印度共产党（毛主义）、德国马列主义党等国际毛派政党或组织和部分中国毛主义者认为中国已经成为了社会帝国主义国家，部分中国毛派人士用“中修社会帝国主义”来形容当前的中国共产党和中华人民共和国政府。不过亦有一少部分中国毛派认为当前的中国是“半外围”国家。